# جهانبخت توفیق

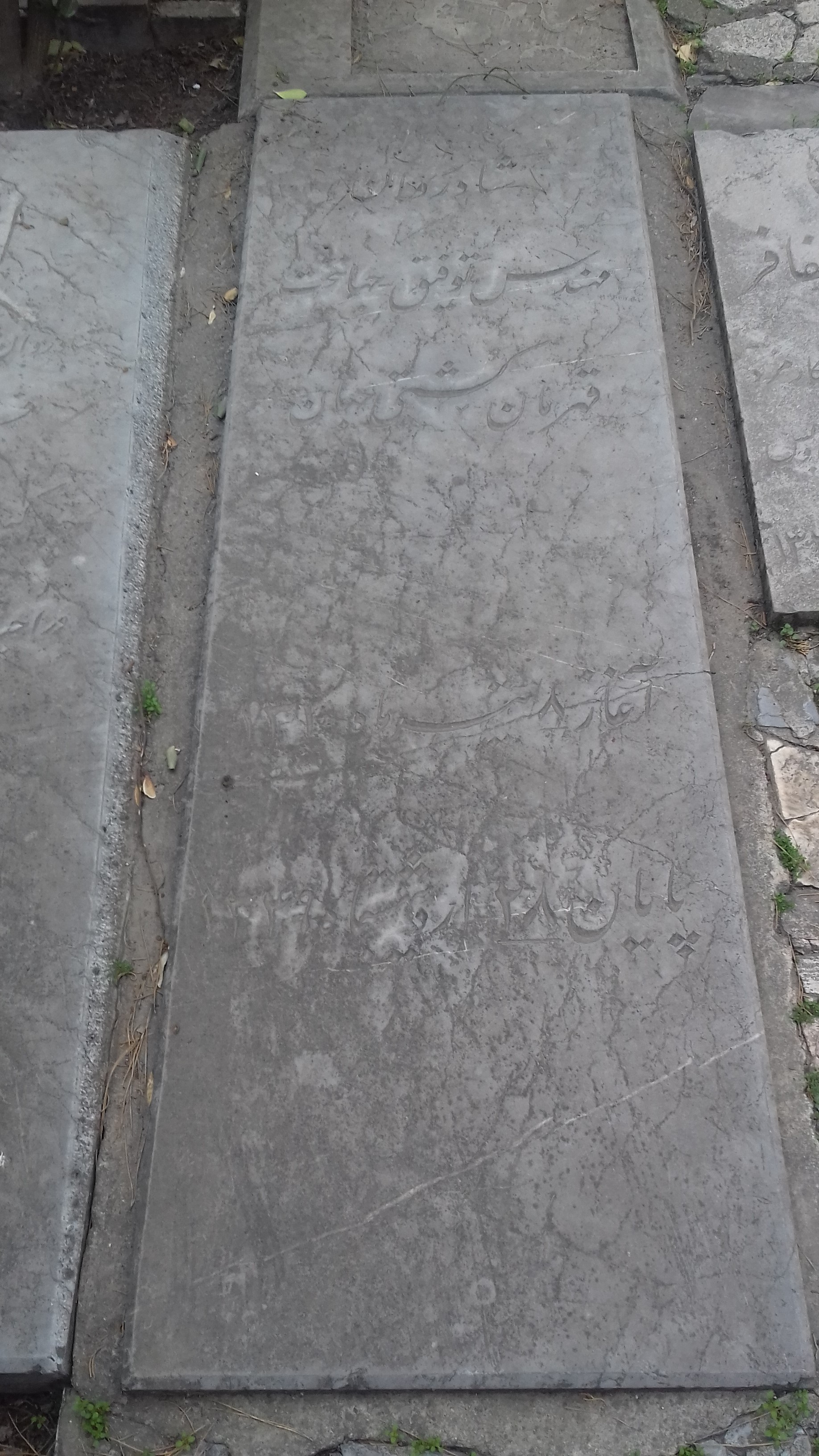
آرامگاه جهانبخت توفیق در گورستان ظهیرالدوله

توفیق جهانبخت یا جهانبخت توفیق (زادهٔ ۸ تیر ۱۳۱۰ – درگذشتهٔ ۲۸ اردیبهشت ۱۳۴۹) کشتی‌گیر ایرانی بود. توفیق در کشتی آزاد دارندهٔ مدال برنز بازی‌های المپیک ۱۹۵۲ هلسینکی و همچنین برندهٔ نخستین مدال طلای قهرمانی کشتی جهان در تاریخ کشتی ایران است که آن را در مسابقات قهرمانی جهان ۱۹۵۴ توکیو در وزن ۶۷ کیلوگرم و با پیروزی بر اوله آندربری سوئدی که قهرمان جهان و المپیک بود، کسب کرد.
جهانبخت از سال ۱۳۳۰ تا ۱۳۳۷ عضو تیم ملی کشتی ایران و نیز فارغ‌التحصیل مهندسی مکانیک از بریتانیا بود. توفیق که از بیماری یرقان و نارسایی کبد رنج می‌برد، در اواخر اردیبهشت ۱۳۴۹ در بیمارستان لندن درگذشت. پیکر او در ۳ خردادماه از روبروی ورزشگاه شیرودی (امجدیهٔ آن زمان) تشییع و در قبرستان ظهیرالدوله به خاک سپرده شد.

## ابتدای زندگی و ورود به کشتی
توفیق جهانبخت در سال ۱۳۱۰ در سرآب آذربایجان شرقی زاده شد. او یک برادر دیگر به نام اسد و یک خواهر هم داشت. پدرش محمد جهانبخت به همراه مادرش پس از تولد او به تهران کوچ کردند.
توفیق در تهران رشد و نمو کرد و به مدرسه ابتدایی رودکی، در جنوب شرقی تهران، رفت دوره دبیرستان را در مدرسهٔ فرخی به اتمام رساند و با نمرات عالی موفق به اخذ دیپلم متوسطه شد.
توفیق در دوره دبیرستان، زمانی که ۱۶ ساله بوده به کشتی علاقمند شد و از دوم آبان ۱۳۲۷ که کارت عضویت باشگاه نیرو، واقع در خیابان ری، نزدیک میدان قیام (شاه سابق) برایش صادر شد، تمرینات خود را زیر نظر کیومرث ابوالملوکی آغاز کرد.

## فعالیت در کشتی
جهانبخت در کشتی آزاد موفق به کسب ۳ مدال طلا، در مسابقات قهرمانی کشتی ایران گردید و در سبک فرنگی نیز فعالیت داشت و موفق شد ۱ مدال طلا و ۱ مدال نقره نیز از مسابقات قهرمانی کشور بدست بیاورد.
توفیق جهانبخت از سال ۱۳۳۰ تا ۱۳۳۷ ملی‌پوش تیم ملی کشتی ایران بود و جانشین علی غفاری در وزن ۶۷ کیلوگرم تیم ملی شد.

### المپیک ۱۹۵۲ هلسینکی
توفیق جهانبخت در مسابقات انتخابی بازی‌های المپیک ۱۹۵۲ هلسینکی در دستهٔ چهارم (وزن ۶۷ ک‌گ) در مقابل حسن عرب و علی غفاری به پیروزی رسید و تواست دوبندهٔ تیم ملی کشتی ایران را از آن خود کند.
در بازی‌های المپیک هلسینکی موفق شد قهرمانان ترکیه، مجارستان، آلمان غربی و شوروی را با امتیاز ببرد. او می لند انگیسی را هم در ۸ دقیقه و ۴۵ ثانیه ضربه فنی کرد. او با دو باخت به جی. توماس ایوانز از آمریکا و اوله اندربری از سوئد به مدال برنز دست یافت. هرچند در این دو کشتی، داوران نتوانستند برنده را به‌طور قاطع اعلام کنند و رأی آنان در هر دو کشتی، دو بر یک به نفع حریفان جهانبخت بود.

### قهرمانی جهان ۱۹۵۴ توکیو
در مسابقات جهانی ۱۹۵۴ توکیو، توفیق جهانبخت در دستهٔ ۶۷ کیلوگرم در مقابل اوله اندربری، قهرمان چندین دورهٔ جهان و المپیک از سوئد، سرگئی گابارادزه از شوروی، کوبل از آلمان و عثمان گانبور از ترکیه قرار گرفت. او تمام حریفان خود را شکست داد و قهرمان شد. این مدال طلای او، اولین مدال طلای تاریخ کشتی ایران در مسابقات جهانی کشتی است.
این دوره از مسابقات از نظر کسب نشان طلا، برای ایران نتایج پرافتخاری داشت. مهندس توفیق جهانبخت و عباس زندی توانستند دو نشان طلا کسب کنند و با نشان نقره محمدعلی فردین، تیم ایران در رده سوم قرار گرفت.
توفیق در سال‌های انتهایی حضورش در تشک کشتی برای کسب دوبندهٔ تیم ملی با امامعلی حبیبی رقابت داشت. او در مسابقات انتخابی المپیک ۱۹۵۶ ملبورن برابر رقیب بزرگش حبیبی شکست خورد و حبیبی به عنوان نمایندهٔ وزن ۶۷ ک‌گ به بازی‌های المپیک ملبورن رفت اما توفیق یک سال بعد (در سال ۱۳۳۶) از حبیبی پیروز شد.

### بازی‌های آسیایی ۱۹۵۸ توکیو
توفیق به یک‌وزن بالاتر رفت و توانست به تیم ملی ایران راه یابد. او در بازی‌های آسیایی ۱۹۵۸ توکیو شرکت کرد و تا دیدار نهائی همهٔ حریفانش را شکست داد اما در دیدار نهایی با کانه کو مساوی کرد ولی به علت وزن بیشتر بر سکوی دوم قرار گرفت و به مدال نقره وزن ۷۳ ک‌گ رسید.
مدال نقرهٔ جام جهانی کشتی ۱۹۵۸ صوفیه آخرین مدال جهانبخت در کشتی بود و در سال ۱۳۳۸ او از دنیای قهرمانی کناره‌گیری کرد.

## تحصیلات
جهانبخت توفیق در ۱۳۳۵ به انگلستان سفر کرد و به تحصیل پرداخت. او موفق شد مدرک مهندسی مکانیک را از دانشگاه آنجا اخذ نماید.
توفیق اولین ورزشکار ایرانی است که علاوه بر کسب مدال المپیک و قهرمانی در دنیا، مدارج علمی را نیز با موفقیت سپری کرد و مهندس توفیق ریاست اداره طرح و بررسی وزارت اقتصاد و دارایی را برعهده داشت.

## بیماری و مرگ
علیرغم اطلاعات داده شده توفیق و خانواده دچار بیماری موروثی یرقان نبودند ، این اطلاعات نادرست توسط مربیان ناآگاه وی برای دور کردن جراید از بدنامی خود از فشارهای زیادی که در حین تمرینات قهرمانی بدون اطلاع از علم روز وارد میکردند ارائه شده است مادر توفیق در سال ۱۳۶۷ شمسی به علت کهولت سن در ۸۶ سالگی درگذشت ، برادر بزرگ وی اسد در همان سال ۱۳۶۷ شمسی به علت نارسایی قلبی در ۶۳ سالگی فوت شد ، پدر توفیق در سال ۱۳۴۳ در اثر تصادف رانندگی درگذشت ، خواهران توفیق رحیله و فردیده به ترتیب در ۷۸ و ۸۴ سالگی درگذشتند ، برادر کوچک توفیق نیز در ۱۵ مهرماه ۱۴۰۳ در ۷۸ سالگی درگذشت،  این اطلاعات توسط اینجانب افشین شیرویی خواهرزاده مهندس توفیق فرزنده فریده جهانبخت خواهر کوچک توفیق ارائه شده و اسناد و مدارک آن موجود است ، توفیق نیز به علت وزن کم کردن های غیر اصولی برای آماده شدن در مسابقات دچار ناراحرسایی کبد شد و در نهایت در بیمارستان رویال لندن در اردیبهشت ۴۹ فوت کرد ،البته توفیق در زمان ابتدای راه قهرمانی یکبار که با تیم ملی به برمه رفته بودند به علت آلودگی محیط و پایین بودن سطح بهداشت این کشور در آن دوران دچار یرقان شد که پس از مدتی بهبود یافت در غیر اینصورت او هیچگاه توانایی برای قهرمانی را نداشت .در سال‌های بعد کم کردن وزن بدن برای شرکت در مسابقات کشتی، ناراحتی او را تشدید کرد. او برای ادامه معالجات به انگلستان رفت و در بیمارستان رویال (لندن) بستری گردید. هجده ماه از ازدواج توفیق می‌گذشت که در ۲۸ اردیبهشت ماه سال ۱۳۴۹ در سی و نه سالگی دار فانی را وداع گفت.
پیکر وی در روز سوم خرداد ماه ۱۳۴۹ از روبروی ورزشگاه شیرودی (امجدیهٔ آن زمان) تشییع و در گورستان ظهیرالدوله دفن شد.

## پاسداشت
یک سالن کشتی که در مجموعهٔ ورزشی شهید شیرودی منطقه ۷ تهران واقع شده و از دیرباز محل تمرین تیم‌های ملی و قهرمانان کشتی بوده، به افتخار این قهرمان بزرگ به «سالن کشتی مهندس جهانبخت توفیق» نام‌گذاری شده است. این سالن با قدمت بیش از ۷۰ سال به دلیل فرسودگی و ناایمن بودن مدت‌ها بی‌استفاده شده بود که با بازسازی و ساخت دوباره پس از ۱۲ سال در مرداد ۱۳۹۹ افتتاح شد.